# Gamarús cellagroc
El gamarús cellagroc (Pulsatrix koeniswaldiana) és una espècie d'ocell de la família dels estrígids (Strigidae). Habita la selva humida de l'est del Paraguai, sud-est del Brasil i zona limítrofa del nord-est de l'Argentina. El seu estat de conservació es considera de risc mínim.